# Adam Kaminski
Adam Kaminski est un joueur canadien-polonais de volley-ball né le 27 mai 1984 à Chatham-Kent, Ontario. Il joue au poste de central.

## Palmarès

### Clubs
Championnat de Slovénie::
- 2009, 2010

Coupe de République tchèque:
- 2013

Championnat de République tchèque:
- 2013

### Équipe nationale
Coupe panaméricaine:
- 2008
- 2011